# Operazione Active Endeavour

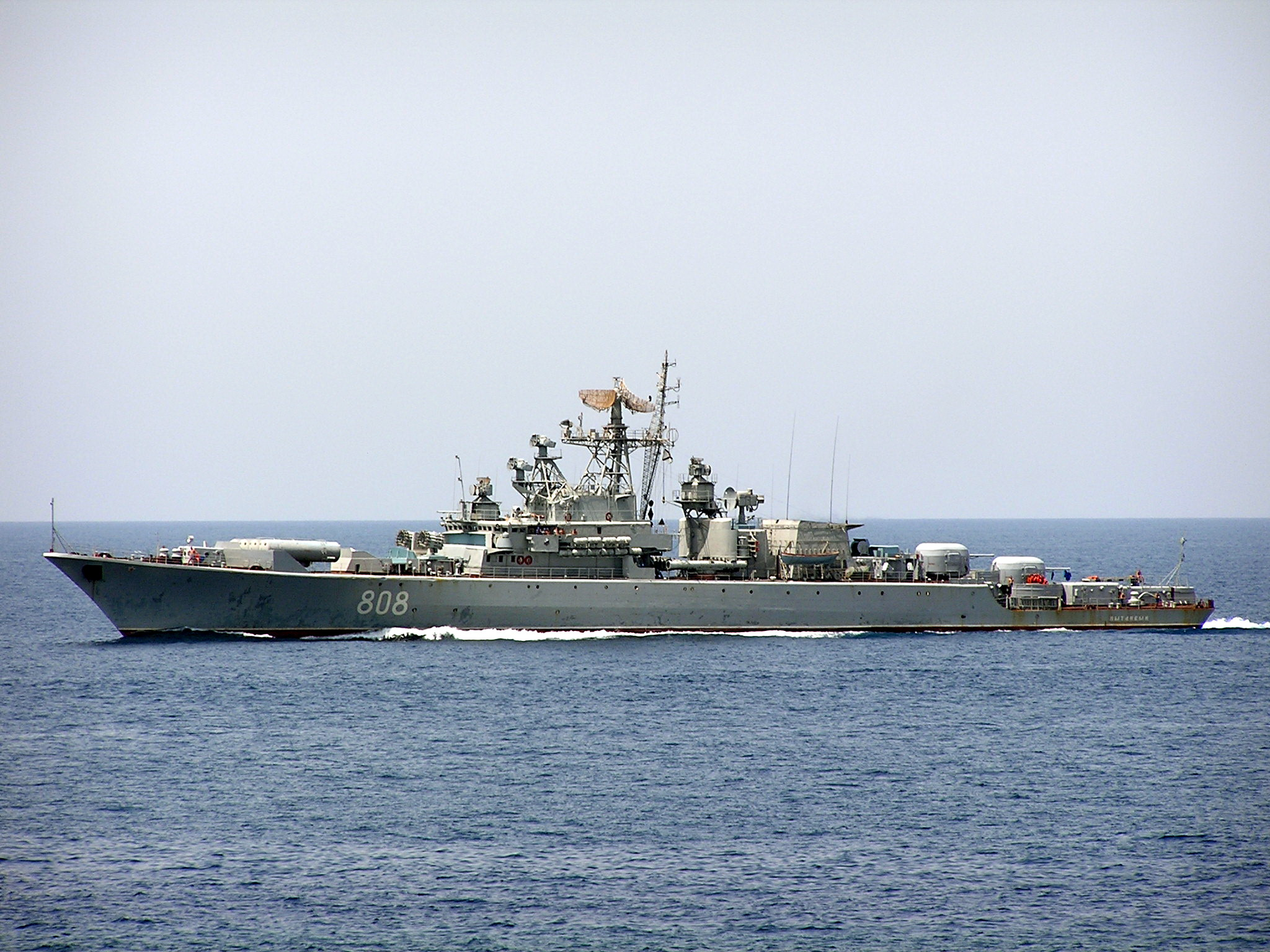
La fregata russa Pytlivyj nelle acque del Mar Rosso

L'operazione Active Endeavour è un'operazione militare navale della NATO nel Mediterraneo per prevenire movimenti di terroristi o traffico di armi di distruzione di massa ed in generale per la sicurezza della navigazione.

## Storia
L'operazione ebbe inizio ad ottobre 2001 come una delle risposte agli Attentati dell'11 settembre 2001, quando il 6 ottobre la STANAVFORMED della NATO iniziò l'esercitazione Destined Glory 2001 lungo le coste meridionali della Spagna e venne immediatamente ridislocata per una immediata presenza nel Mediterraneo Orientale. L'operazione che iniziò ufficialmente il successivo 26 ottobre viene condotta dalla Forza di risposta rapida SNMG1 e SNMG2.
Il 4 febbraio 2003 il Consiglio del Nord Atlantico prese la decisione di includere nei compiti dell'Operazione la scorta alle navi civili che attraversavano lo stretto di Gibilterra. Le scorte sono iniziate nel marzo 2003 e sono state sospese a maggio 2004 quando il livello di allarme si è abbassato.
La Federazione Russa ha mostrato interesse per l'operazione nel 2004 e dopo un periodo di addestramento per favorirne l'integrazione con le forze NATO, il 15 settembre 2006 la fregata russa Pytlivyj è stata autorizzata a partecipare all'operazione.
L'Ucraina mostratasi interessata all'operazione, ne ha fatto parte dal maggio 2007 con la corvetta Ternopil con cui ha svolto un periodo di addestramento con le forze NATO per favorire l'integrazione. A ciò ha fatto poi seguito la partecipazione vera e propria all'operazione con la corvetta Lutsk e la fregata Get'man Sagajdačnij.
Al luglio 2008, sono stati controllati oltre 95500 mercantili, effettuate 148 ispezioni a bordo, mentre 448 mercantili sono stati scortati attraverso lo stretto di Gibilterra fino a quando le scorte sono state sospese.

## Stati partecipanti
NATO:
 Albania
 Belgio
 Danimarca
 Germania
 Grecia
 Italia
 Paesi Bassi
 Norvegia
 Polonia
 Portogallo
 Spagna
 Turchia
 Regno Unito
 Stati Uniti
Non-NATO:
 Russia
 Ucraina
 Egitto
 Marocco
 Tunisia